# ハンス・ベートゲ

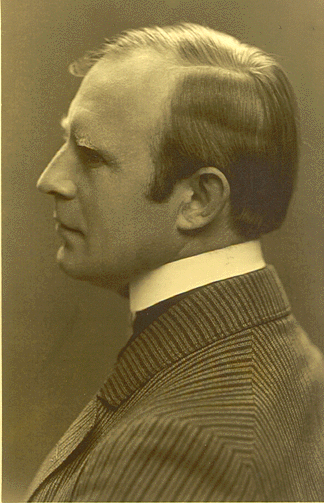
ハンス・ベートゲ（1913年）

ハンス・ベートゲ（Hans Bethge、1876年1月9日 - 1946年2月1日）は、ドイツの詩人。詩人としてはあまり大きな功績を残さなかったが、アジア諸言語の詩の翻訳、とくに漢詩を翻訳した『中国の笛』によって記憶されている。

## 生涯
ベートゲはデッサウに生まれた。哲学、ドイツ文献学、ロマンス語学をハレ、ジュネーヴ、エアランゲン大学で学び、1899年に博士の学位を得た。スペインで教師をつとめた後、1901年以降はベルリンでフリーの作家として生活した。
第二次世界大戦の爆撃や空襲を避けて1943年にキルヒハイム・ウンター・テックに逃がれ、1946年にゲッピンゲンで病死した。
甥のエーバーハルト・ギルバート・ベートゲ (de:Eberhard Gilbert Bethge) による伝記が出版されている。
- Eberhard Gilbert Bethge (2002), Hans Bethge: Leben und Werk. Eine Biographie, YinYang Media, ISBN 3980679993

## 業績
1898年以来詩、エッセイ、物語、日記などを出版した。
ベートゲのもっとも有名な翻訳作品は漢詩のドイツ語訳である『中国の笛』（Die chinesische Flöte、1907年）であり、78,000部が売れ、18刷されるヒット作品となった。ベートゲは中国語を知らなかったが、既存のヨーロッパ諸言語の翻訳を元にしている。『中国の笛』を元にしたクラシック音楽としてはグスタフ・マーラー『大地の歌』（1908年）がもっともよく知られるが、ほかにもリヒャルト・シュトラウス、エルンスト・トッホ、アルノルト・シェーンベルク、アントン・ウェーベルンら多数の作曲家が曲をつけている。
ベートゲの翻訳は原作からかなり自由であり、たとえば『大地の歌』第1楽章は李白の「悲歌行」に由来するが、有名な「生は暗く、死もまた暗い」というリフレーンは対応する原詩の文句が存在しない。
ベートゲはその後アラビア、ペルシャ、トルコ、インド、アフガニスタン、ネパール、アルメニア、日本の文学の翻訳書11冊を出版しているが、ベートゲ自身はどの言語も知らなかった。
『日本の春』（Japanischer Frühling、1911年）は時代別に104首の和歌を集めている。元になったカール・フローレンツ『日本文学史』（1906年）では和歌とほぼ同じ音節数になるように翻訳されているが、ベートゲの翻訳はもとの和歌の形式を保っていない。『日本の春』はフェリックス・ワインガルトナー、ハンス・アイスラー、ゴットフリート・フォン・アイネム、ルドヴィク・イルゲンス＝イェンセンら約20人以上によって曲がつけられている。同書はA・ブラントという人物によって1912年にロシア語に翻訳され、これを元にイーゴリ・ストラヴィンスキー『3つの日本の抒情詩』（1912-1913年）やドミートリイ・ショスタコーヴィチ『日本の詩人の詞による6つのロマンス』（1928-1932年）が作曲された。